# Era da Liberdade (1718-1772)

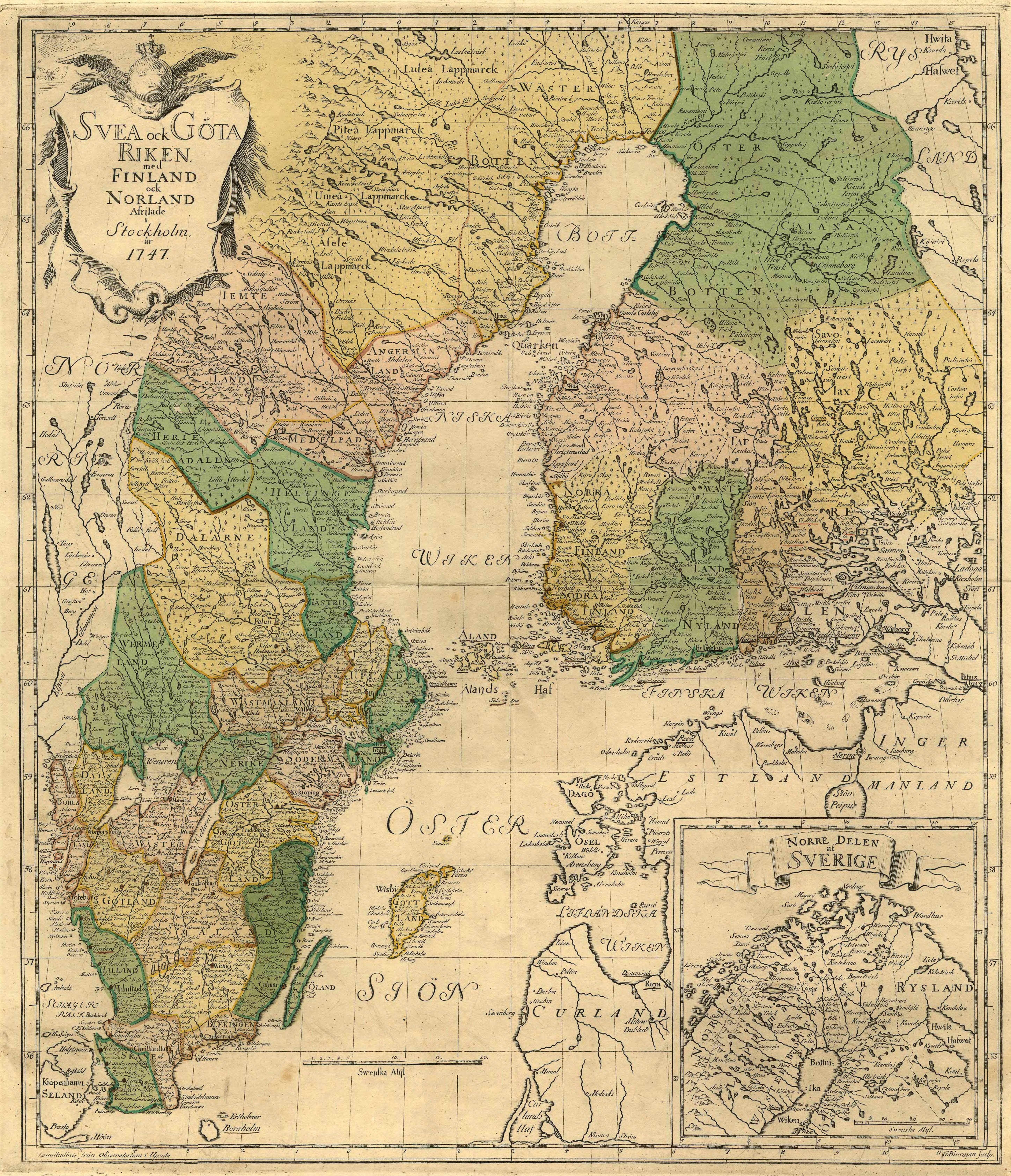
Mapa do Reino dos Sveas e dos Götas, com a Finlândia e a Norrland, feito em 1747 em Estocolmo (Charta öfver Svea och Göta Riken med Finland och Norland : afritade i Stockholm år 1747)

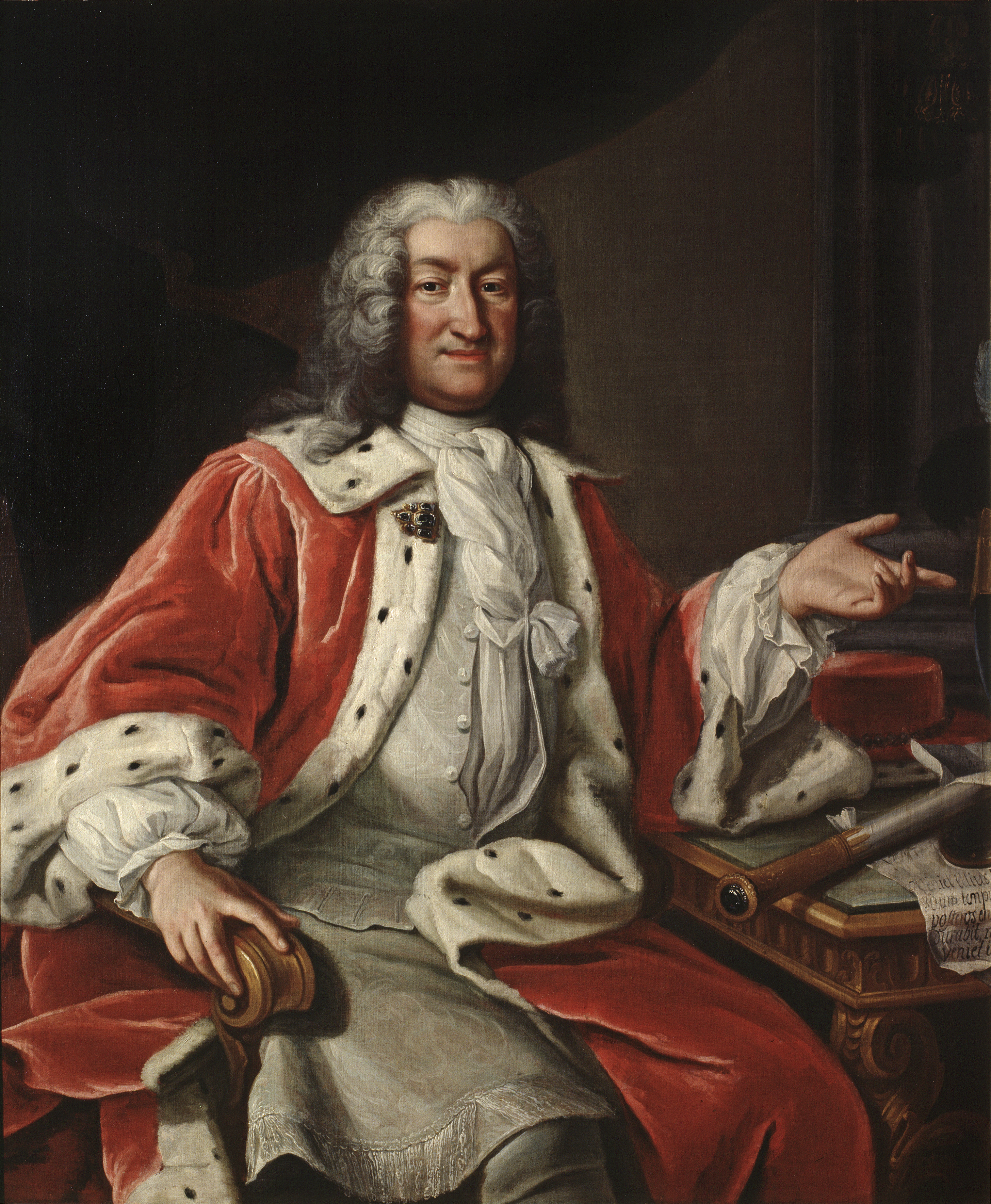
O chanceler real Arvid Horn

A Era da Liberdade (em sueco:  Frihetstiden) é um período de meio século na história da Suécia, em que o governo parlamentar sueco se consolidou, substituindo a monarquia absoluta anterior, tendo havido também progressos significativos na conquista dos direitos civis.         Teve lugar no espaço de tempo entre a morte de Carlos XII em 1718 e o autogolpe de Gustavo III em 1772.

Carlos XII colocou a Suécia contra a Polónia, a Dinamarca e a Rússia na Grande Guerra do Norte que durou de 1700 a 1721 e na qual a Suécia foi derrotada após a Batalha de Poltava em 1709, cedendo à Rússia os antigos territórios dinamarqueses e noruegueses e também parte da Finlândia. O rei fugiu para a Turquia e voltou anos depois, mas morreu em uma tentativa de invadir a Noruega.

Ulrica Leonor da Suécia, sua irmã, assumiu o trono, mas foi obrigada pelo exército a assinar o Instrumento de Governo, uma Constituição à qual não se adaptou, renunciando em 1720.

Nesse período formaram-se duas facções partidárias: o "partido dos chapéus" (hattpartiet), favorável a uma guerra contra a Rússia pela devolução dos territórios, apoiado pela França, e o "partido dos gorros" (mösspartiet), contrário à guerra, apoiado pela Inglaterra e pela Rússia.

Os "gorros" comandaram o país de 1735 a 1765 e sua política pacifista levou a perda completa da Finlândia para a Rússia em 1742. A política económica do chanceler real (riksrådets kanslipresident) Arvid Horn trouxe dinamismo à economia sueca no comércio agrícola e do ferro, ao mesmo tempo que o estado sueco ingressou na Companhia Sueca das Índias Ocidentais em 1731. Tal dinamismo enfraqueceu a aristocracia e permitiu as reformas de Gustavo III da Suécia.

## Monarcas da Era da Liberdade
Durante este período, a Suécia teve três monarcas:

- 1719-1720 - Ulrica Leonor (Ulrika Eleonora)
- 1720-1751 - Frederico I (Fredrik I)
- 1751-1771 - Adolfo Frederico (Adolf Fredrik)